# Philip Henslowe
Philip Henslowe, né vers 1550, mort le 6 janvier 1616, était un directeur de théâtre à l'époque d'Élisabeth Ire d'Angleterre et un impresario. Il est encore connu aujourd'hui grâce à son journal qui nous est resté, et qui est une source précieuse d'informations sur le théâtre élisabéthain à Londres. Dans le film Shakespeare in Love, son rôle est tenu par l'acteur australien Geoffrey Rush et par l'acteur Art Kitching dans un épisode de la saison 5 de Legends of Tomorrow.

## Enfance et emploi de domestique
Philip Henslowe est le quatrième fils d'Edmund Henslowe de Lindfield dans le Sussex de l'Ouest, qui est en 1540 le « maître du gibier » à la forêt d'Ashdown et à Broil Park. Sa mère s'appelle Margaret Ridge, tandis que le nom de son père vient du Devonshire. Philip commence par être domestique d'un certain Woodward, intendant d'Anthony Browne, 1er vicomte Montagu, qui possède, entre autres, l'abbaye de Battle et Cowdray House (en) dans le Sussex, et Montagu House à Southwark. Jusqu'en 1577, les fonctions d'Henslowe le font résider à Southwark, dans le district de Clink. 

## Mariage et premières affaires
À la mort de son maître, Woodward, il se marie avec sa veuve, Agnes, ce qui le rend propriétaire de biens considérables. Il continue à habiter à Southwark jusqu'à sa mort. Il montre tout de suite des dons pour le commerce, et il se lance dans diverses affaires. Entre 1576 et 1586, il s'occupe de commerce de bois dans la forêt d'Ashdown. Le 14 juin 1584,  il s'intéresse à l'achat et au traitement de peaux de chèvre, et pour de nombreuses années il est connu aussi comme teinturier. Il fabrique aussi de l'amidon, et pratique le prêt sur gage et le crédit. En 1593, il achète un terrain à Buxted, où s'étaient installés sa sœur unique et son beau-frère, Ralph Hogge, forgeron. Par la suite, il acquiert une propriété à East Grinstead.
Mais sa principale activité est l'achat et la gestion de maisons à Southwark. Il possède plusieurs auberges, dont le Boar's Head, et plusieurs habitations qui servent sans aucun doute à la prostitution. Henry Chettle le dénonce comme un propriétaire particulièrement dur avec ses locataires pauvres. C'est une personne importante de la paroisse, un pratiquant régulier à l'église, marguillier à partir de 1607 et bedeau en 1608. Il aide à fixer un impôt dans le district de Clink en 1608-1609, et, en 1613, il est sélectionné avec quatre autres « anciens » pour l'achat à la cour du presbytère de Saint Saviour. En 1604, il reçoit 20 £ par an pour la fourniture d'une darse et un chantier de radoub pour les barges du roi, et parvient à obtenir quelques petites charges à la cour, comme valet de chambre du roi en 1593 ou couturier de la chambre en 1603. Le 30 décembre 1604, lui et un autre reçurent la réversion de la circonscription de Hinckford et Barstable dans l'Essex. Sa propre habitation se trouve au bord de la Tamise, entre la prison de Clink et une auberge appelée The Bell.

## Entrepreneur de spectacles

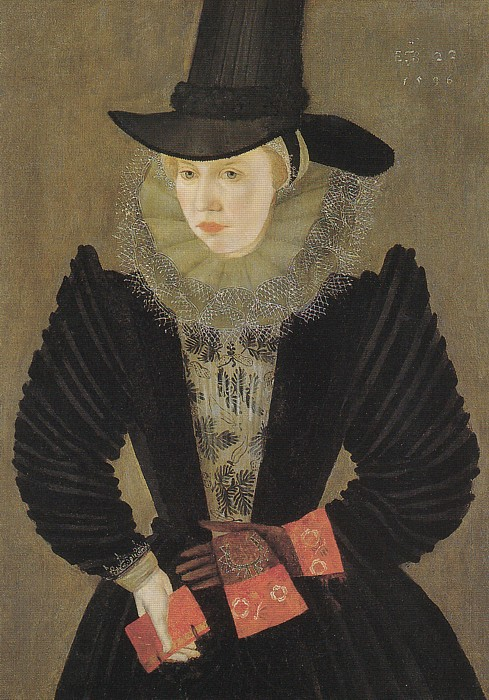
Joan Woodward, belle-fille de Philip Henslowe et femme d'Edward Alleyn.

Le principal intérêt porté à Henslowe aujourd'hui vient de sa relation avec le milieu théâtral élisabéthain, plus particulièrement de ses biens théâtraux à Southwark et ailleurs. Le 24 mars 1584, il achète un terrain, situé près de l'actuel pont de Southwark, où se trouve déjà une salle de spectacle appelée The Little Rose. Le 16 janvier 1586, il s'associe avec un certain Cholmley pour reconstruire le théâtre et bâtir une buvette à proximité. Le nouveau théâtre The Rose est sans doute ouvert rapidement après cela, et sa direction financière se trouve assurée par Henslowe. Le 17 février 1592, date à laquelle commence son livre de comptes, la compagnie de Lord Strange joue au « Rose », et cette salle est occupée presque en permanence par cette compagnie ou par d'autres jusqu'en 1603, lorsqu'une querelle entre Henslowe et le propriétaire foncier l'amène à cesser son rapport avec ce théâtre, menaçant de le démolir. Dans le même temps, il dirige le théâtre de Newington Butts (en) à l'époque où les troupes de l'Amiral et du Lord-chambellan jouent là ensemble en 1594. Vers la fin du siècle, il semble avoir pris en partie la direction du théâtre The Swan, qui se trouve, comme The Rose, sur la rive droite de la Tamise.
Le 15 octobre 1592, sa belle fille, Joan Woodward, se marie avec l'acteur, Edward Alleyn, et ses relations personnelles et professionnelles avec ce dernier deviennent dès lors très proches. Le 26 septembre 1598, il écrit à Alleyn une lettre intéressante, qui existe toujours, où il parle du meurtre de Gabriel Spencer, membre de la troupe d'Alleyn, par l'auteur dramatique Ben Jonson. En 1600, Alleyn et lui construisent un nouveau théâtre, baptisé The Fortune, à Golden Lane dans la paroisse de St Giles-without-Cripplegate. Ce théâtre, de forme carrée, est alors le plus vaste du pays, et il s'ouvre en novembre 1600. Toute sa vie, Henslowe s'occupera de ce théâtre, qui finira brûlé le 9 décembre 1621.
Henslowe et Alleyn sont également mêlés à des affaires moins distinguées. En décembre 1594, ils prennent une part substantielle dans Paris Garden, consacré aux combats d'ours sur la rive droite de la Tamise. En 1598, leur candidature conjointe de maître des combats royaux d'ours, de taureaux et de mastiffs n'est pas retenue, mais en 1604, ils achètent cette charge à son titulaire, s'en assurant le brevet en novembre. Ils se trouvent donc responsables de plusieurs ours et lions appartenant à la Couronne. 

## Propriétaire de théâtres
En février 1610-11, Alleyn vend à Henslowe ses intérêts dans le jardin d'ours, et, le 29 avril 1613, Henslowe et un nouveau partenaire, Jacob Meade, un batelier, organisent la démolition des bâtiments existants, et construisent à la place un nouveau bâtiment, The Hope, qui est adapté à la fois au théâtre et aux combats d'ours et de taureaux. Une nouvelle auberge, appelée The Dancing Bears (les Ours dansants), bâtie en même temps, sert de résidence à Meade. C'est lui, plus que Henslowe, qui gérera The Hope.
Sous la direction de Henslowe, les théâtres The Rose et The Fortune accueillent les premières de pièces de nombreux dramaturges importants, ce qui le lie intimement avec eux. Son livre de comptes, qui nous est parvenu, montre qu'il achète directement aux auteurs leurs pièces, qu'il loue ensuite à des compagnies théâtrales avec les accessoires nécessaires. Parmi ceux qui lui ont vendu leurs œuvres, on peut citer Dekker, Drayton, Chapman, Chettle, Day et Rowley. Le plus haut tarif pratiqué par lui avant 1600 est de 6 livres ; et après cette date, les prix atteignent parfois les 10 livres, mais dans beaucoup de cas, quatre, cinq, parfois six auteurs, qui ont collaboré à l'ouvrage, doivent se partager cette rémunération. Henslowe a conservé dans son journal les reçus signés des sommes versées aux dramaturges. Ces reçus sont parfois rédigés en totalité par le récipiendaire, et quelques autographes uniques ont ainsi pu être conservés. Henslowe prête souvent de petites sommes d'argent aux auteurs à valoir sur une future pièce, ce qui les met invariablement dans une position humiliante d'assujettissement envers lui. Il est toujours très soucieux de ses garanties. Frances, femme de Robert Daborne, un de ses clients les plus nécessiteux, déclare qu'à l'époque de sa mort, Henslowe a en sa possession tous les manuscrits de son mari ainsi qu'une caution de 20 livres comme gages à quelques prêts qu'il lui a consentis. Il lui restitue le tout quelques heures avant de mourir.
Deux bons tiers des pièces que Henslowe mentionne comme ayant été jouées sous sa direction sont maintenant perdues. Alors que des pièces de Marlowe, de Chapman, et de Dekker sont jouées à plusieurs reprises dans ses théâtres, on n'en trouve aucune qui pourrait être identifiée comme étant de Shakespeare. Celui-ci appartient à la troupe du Lord-chambellan et il n'écrit presque exclusivement que pour elle. Cette troupe n'a eu qu'une seule fois affaire avec Henslowe et ses théâtres : en 1594, la troupe du Lord-chambellan s'est jointe avec la troupe de l'Amiral, qui est plus ou moins associée avec Henslowe, pour donner quelques spectacles au théâtre de Newington Butts sous la direction de Henslowe.

## Mort
Henslowe meurt le 6 janvier 1616, et est enterré dans le chœur de l'église de St. Saviour de Southwark le 10 janvier. Par son testament, daté du 5 janvier 1616, il laisse tous ses terrains et immeubles à Agnes, sa femme, qu'il reconnaît ne pas avoir toujours bien traitée, alors que la plupart de sa fortune lui vient d'elle. Les témoins de son testament sont Edwards Alleyn, Robert Bromfield, William Austin et Roger Cole. Ce testament fut contesté par son neveu, John Henslowe, mais les dépositions faites par les témoins reconnaissent que, bien que souffrant de la maladie de Parkinson, Henslowe a eu l'esprit clair jusqu'à la fin.
Le volume contenant le journal et le livre de compte de Henslowe, ainsi que beaucoup de ses lettres et papiers le concernant, est conservé maintenant à la bibliothèque de Dulwich College. Le journal traite principalement des dépenses de sa direction des théâtres The Rose et The Fortune entre 1592 et 1603, avec parfois quelques notes concernant d'autres transactions, regardant en général ses activités d'usurier et de prêteur sur gages pour le public et pour les dramaturges. La presque totalité est écrite de sa main, dans une orthographe singulièrement mauvaise. Les entrées concernant le théâtre fournissent le titre des pièces jouées dans ses théâtres entre 1592 et 1597 avec les dates des spectacles et les recettes. Après 1597, il n'ajoute aux titres des pièces que les sommes avancées aux auteurs, aux acteurs et aux accessoiristes.

## Source principale
Biographie de Henslowe dans The Dictionary of National Biography, volume 26. 